# Pont Scott
Pont Scott je most přes řeku Saint-Charles, který se nachází ve městě Québec v Kanadě.
Most byl postaven v roce 1790 a několikrát přebudován v letech 1818, 1823 a ve dvacátém století..
Je pojmenován na počest Thomase Scotta, bohatého a respektovaného Angličana, který se usadil v Quebecu na počátku devatenáctého století. Park jižně od mostu má stejné jméno..